# Tremarctos ornatus
El oso de anteojos (Tremarctos ornatus), también llamado como Oso de antifaz, oso andino, u oso de cara corta andino,  es una especie de mamífero omnívoro de la familia Ursidae, nativa de las montañas de los Andes de Sudamérica. Es la única especie existente de su género (Tremarctos).
De tamaño mediano en comparación con otros osos, mide entre 1,30 y 1,90 m de alto, y pesa en promedio entre 80 y 125 kg, siendo el macho más grande que la hembra. Su coloración es uniforme, negra o café negruzca, con pelo áspero. El hocico es corto, de color café claro o blanco, con manchas blanquecinas que se extienden alrededor de los ojos y la nariz a través de las mejillas, bajando por el cuello hasta el pecho, y que varía mucho entre individuos. Posee cinco dedos con garras largas y curvas no retráctiles, y las plantas de las patas poseen pelos interdigitales que le ayudan a trepar árboles. De hábitos diurnos, solitarios, omnívoros, terrestres y trepadores, su alimentación es predominantemente vegetariana.
La única especie viviente de la subfamilia Tremarctinae y único úrsido autóctono actual de Sudamérica, se distribuye en la cordillera de los Andes, actualmente desde la región andina alta (o "fría") del oeste de Venezuela hasta el norte argentino, con avistamientos en el Darién en Panamá, abarcando desde desiertos costeros, bosques premontanos,  montanos caducos, semicaducos,  siempreverdes, hasta páramos, puna.

## Características
Lo que más caracteriza a esta especie es la presencia de manchas blancas o amarillentas en torno a los ojos, que en ocasiones llegan a la zona de la garganta y pecho. Aunque en algunos especímenes pueden faltar totalmente las manchas claras en el rostro. El patrón del dibujo de tales manchas varía de un individuo a otro. El color de pelaje más común es el negro, aunque se encuentran ejemplares de color marrón y, con mucha menor eventualidad, de color rojizo.
Es uno de los mamíferos sudamericanos de mayor alzada. Su cabeza es grande con relación al resto del cuerpo (característica en común con el Panda gigante), posee poderosa mandíbula teniendo el cráneo dos importantes fosas maseteras. Su cuerpo llega a medir 1,8  m pero en la actualidad es más frecuente encontrar ejemplares de 1,5 m. El peso promedio de los machos adultos ronda los 115 kg, con un rango de entre 100 y 200, y en las hembras la cifra promedio es de 65 kg, con un rango de entre 35 y 82, y una longitud corporal de aproximadamente 1,2 m. Sus garras, muy adaptadas para trepar a los árboles, poseen afiladas uñas. Se percibe una convergencia evolutiva: el cuerpo de estos osos llega a recordar al de los grandes primates (de allí que en muchos lugares dieran lugar a mitos y leyendas referidas a "hombres salvajes peludos que viven en las selvas").
Plantígrados como todos los osos, sus "pies planos" les facultan para una postura erecta que utilizan tanto para mirar a lontananza como para trepar árboles y rocas o para aparentar mayor masa corporal en un acto de amedrentamiento que se refuerza con el erizado de su pelo. No se conoce que tenga periodos de aletargamiento estacional. La hembra suele parir dos oseznos.
Son de hábitos solitarios y mayormente diurnos. En áreas boscosas establecen senderos que permiten un desplazamiento rápido entre áreas alejadas, así como la comunicación intraespecífica a través de marcaje por medio de rasguños y olor (feromonas). Como la mayoría de sus parientes úrsidos, están muy bien adaptados para trepar. En los árboles encuentran gran parte de su alimento. En las ramas de los árboles suelen establecer plataformas para su alimentación y/o descanso.
Tremarctos ornatus tiene varias características anatómicas únicas entre los osos vivientes. Según Mondolfi (1983) otros criterios que indican que el oso de anteojos es único entre los osos actuales son las características bioquímicas de la sangre y el número cromosómico que es de 52, mientras que en los otros osos actuales es de 74. Además, Ruiz-García (2000) agrega que "Las seis especies del género Ursus poseen cariotipos prácticamente idénticos compuestos por 74 cromosomas acrocéntricos. Por el contrario, el oso de anteojos posee un número diploide de 52 cromosomas con dos brazos". En suma, el oso de anteojos presenta diferencias tanto en el número como en la forma de los cromosomas. 
Esta información resulta muy importante pues, sobre la base de datos moleculares es posible estimar los tiempos de separación entre líneas filéticas emparentadas. Así, la divergencia de Tremarctos de la línea basal constituida por Ursus se habría dado hace unos 12 millones de años antes del presente. Por lo tanto, Tremarctos ornatus constituye una línea genética y filogenética única.

## Filogenia
|  | Oso pardo (Ursus arctos) |
|  |                          |

|  | \| \| Oso negro americano (Ursus americanus) \| \| \| \| \| \| Oso negro asiático (Ursus thibetanus) \| \| \| \| |
|  | |
|  | Oso malayo (Helarctos malayanus)                                                                                 |
|  | |
|  | Oso negro americano (Ursus americanus)                                                                           |
|  | |
|  | Oso negro asiático (Ursus thibetanus)                                                                            |
|  | |

|  | Oso negro americano (Ursus americanus) |
|  |                                        |
|  | Oso negro asiático (Ursus thibetanus)  |
|  |                                        |

|  | Oso pardo (Ursus arctos) |
|  |                          |

|  | \| \| Oso negro americano (Ursus americanus) \| \| \| \| \| \| Oso negro asiático (Ursus thibetanus) \| \| \| \| |
|  | |
|  | Oso malayo (Helarctos malayanus)                                                                                 |
|  | |
|  | Oso negro americano (Ursus americanus)                                                                           |
|  | |
|  | Oso negro asiático (Ursus thibetanus)                                                                            |
|  | |

|  | Oso negro americano (Ursus americanus) |
|  |                                        |
|  | Oso negro asiático (Ursus thibetanus)  |
|  |                                        |

|  | Oso pardo (Ursus arctos) |
|  |                          |

|  | \| \| Oso negro americano (Ursus americanus) \| \| \| \| \| \| Oso negro asiático (Ursus thibetanus) \| \| \| \| |
|  | |
|  | Oso malayo (Helarctos malayanus)                                                                                 |
|  | |
|  | Oso negro americano (Ursus americanus)                                                                           |
|  | |
|  | Oso negro asiático (Ursus thibetanus)                                                                            |
|  | |

|  | Oso negro americano (Ursus americanus) |
|  |                                        |
|  | Oso negro asiático (Ursus thibetanus)  |
|  |                                        |

|  | Oso pardo (Ursus arctos) |
|  |                          |

|  | \| \| Oso negro americano (Ursus americanus) \| \| \| \| \| \| Oso negro asiático (Ursus thibetanus) \| \| \| \| |
|  | |
|  | Oso malayo (Helarctos malayanus)                                                                                 |
|  | |
|  | Oso negro americano (Ursus americanus)                                                                           |
|  | |
|  | Oso negro asiático (Ursus thibetanus)                                                                            |
|  | |

|  | Oso negro americano (Ursus americanus) |
|  |                                        |
|  | Oso negro asiático (Ursus thibetanus)  |
|  |                                        |

|  | Oso pardo (Ursus arctos) |
|  |                          |

|  | \| \| Oso negro americano (Ursus americanus) \| \| \| \| \| \| Oso negro asiático (Ursus thibetanus) \| \| \| \| |
|  | |
|  | Oso malayo (Helarctos malayanus)                                                                                 |
|  | |
|  | Oso negro americano (Ursus americanus)                                                                           |
|  | |
|  | Oso negro asiático (Ursus thibetanus)                                                                            |
|  | |

|  | Oso negro americano (Ursus americanus) |
|  |                                        |
|  | Oso negro asiático (Ursus thibetanus)  |
|  |                                        |

|  | Oso pardo (Ursus arctos) |
|  |                          |

|  | \| \| Oso negro americano (Ursus americanus) \| \| \| \| \| \| Oso negro asiático (Ursus thibetanus) \| \| \| \| |
|  | |
|  | Oso malayo (Helarctos malayanus)                                                                                 |
|  | |
|  | Oso negro americano (Ursus americanus)                                                                           |
|  | |
|  | Oso negro asiático (Ursus thibetanus)                                                                            |
|  | |

|  | Oso negro americano (Ursus americanus) |
|  |                                        |
|  | Oso negro asiático (Ursus thibetanus)  |
|  |                                        |

|  | Oso pardo (Ursus arctos) |
|  |                          |

|  | \| \| Oso negro americano (Ursus americanus) \| \| \| \| \| \| Oso negro asiático (Ursus thibetanus) \| \| \| \| |
|  | |
|  | Oso malayo (Helarctos malayanus)                                                                                 |
|  | |
|  | Oso negro americano (Ursus americanus)                                                                           |
|  | |
|  | Oso negro asiático (Ursus thibetanus)                                                                            |
|  | |

|  | Oso negro americano (Ursus americanus) |
|  |                                        |
|  | Oso negro asiático (Ursus thibetanus)  |
|  |                                        |

|  | Oso pardo (Ursus arctos) |
|  |                          |

|  | \| \| Oso negro americano (Ursus americanus) \| \| \| \| \| \| Oso negro asiático (Ursus thibetanus) \| \| \| \| |
|  | |
|  | Oso malayo (Helarctos malayanus)                                                                                 |
|  | |
|  | Oso negro americano (Ursus americanus)                                                                           |
|  | |
|  | Oso negro asiático (Ursus thibetanus)                                                                            |
|  | |

|  | Oso negro americano (Ursus americanus) |
|  |                                        |
|  | Oso negro asiático (Ursus thibetanus)  |
|  |                                        |

|  | Oso pardo (Ursus arctos) |
|  |                          |

|  | \| \| Oso negro americano (Ursus americanus) \| \| \| \| \| \| Oso negro asiático (Ursus thibetanus) \| \| \| \| |
|  | |
|  | Oso malayo (Helarctos malayanus)                                                                                 |
|  | |
|  | Oso negro americano (Ursus americanus)                                                                           |
|  | |
|  | Oso negro asiático (Ursus thibetanus)                                                                            |
|  | |

|  | Oso negro americano (Ursus americanus) |
|  |                                        |
|  | Oso negro asiático (Ursus thibetanus)  |
|  |                                        |

|  | Oso pardo (Ursus arctos) |
|  |                          |

|  | \| \| Oso negro americano (Ursus americanus) \| \| \| \| \| \| Oso negro asiático (Ursus thibetanus) \| \| \| \| |
|  | |
|  | Oso malayo (Helarctos malayanus)                                                                                 |
|  | |
|  | Oso negro americano (Ursus americanus)                                                                           |
|  | |
|  | Oso negro asiático (Ursus thibetanus)                                                                            |
|  | |

|  | Oso negro americano (Ursus americanus) |
|  |                                        |
|  | Oso negro asiático (Ursus thibetanus)  |
|  |                                        |

|  | Oso pardo (Ursus arctos) |
|  |                          |

|  | \| \| Oso negro americano (Ursus americanus) \| \| \| \| \| \| Oso negro asiático (Ursus thibetanus) \| \| \| \| |
|  | |
|  | Oso malayo (Helarctos malayanus)                                                                                 |
|  | |
|  | Oso negro americano (Ursus americanus)                                                                           |
|  | |
|  | Oso negro asiático (Ursus thibetanus)                                                                            |
|  | |

|  | Oso negro americano (Ursus americanus) |
|  |                                        |
|  | Oso negro asiático (Ursus thibetanus)  |
|  |                                        |

|  | Oso pardo (Ursus arctos) |
|  |                          |

|  | \| \| Oso negro americano (Ursus americanus) \| \| \| \| \| \| Oso negro asiático (Ursus thibetanus) \| \| \| \| |
|  | |
|  | Oso malayo (Helarctos malayanus)                                                                                 |
|  | |
|  | Oso negro americano (Ursus americanus)                                                                           |
|  | |
|  | Oso negro asiático (Ursus thibetanus)                                                                            |
|  | |

|  | Oso negro americano (Ursus americanus) |
|  |                                        |
|  | Oso negro asiático (Ursus thibetanus)  |
|  |                                        |

|  | Oso pardo (Ursus arctos) |
|  |                          |

|  | \| \| Oso negro americano (Ursus americanus) \| \| \| \| \| \| Oso negro asiático (Ursus thibetanus) \| \| \| \| |
|  | |
|  | Oso malayo (Helarctos malayanus)                                                                                 |
|  | |
|  | Oso negro americano (Ursus americanus)                                                                           |
|  | |
|  | Oso negro asiático (Ursus thibetanus)                                                                            |
|  | |

|  | Oso negro americano (Ursus americanus) |
|  |                                        |
|  | Oso negro asiático (Ursus thibetanus)  |
|  |                                        |

|  | Oso pardo (Ursus arctos) |
|  |                          |

|  | \| \| Oso negro americano (Ursus americanus) \| \| \| \| \| \| Oso negro asiático (Ursus thibetanus) \| \| \| \| |
|  | |
|  | Oso malayo (Helarctos malayanus)                                                                                 |
|  | |
|  | Oso negro americano (Ursus americanus)                                                                           |
|  | |
|  | Oso negro asiático (Ursus thibetanus)                                                                            |
|  | |

|  | Oso negro americano (Ursus americanus) |
|  |                                        |
|  | Oso negro asiático (Ursus thibetanus)  |
|  |                                        |

|  | Oso pardo (Ursus arctos) |
|  |                          |

|  | \| \| Oso negro americano (Ursus americanus) \| \| \| \| \| \| Oso negro asiático (Ursus thibetanus) \| \| \| \| |
|  | |
|  | Oso malayo (Helarctos malayanus)                                                                                 |
|  | |
|  | Oso negro americano (Ursus americanus)                                                                           |
|  | |
|  | Oso negro asiático (Ursus thibetanus)                                                                            |
|  | |

|  | Oso negro americano (Ursus americanus) |
|  |                                        |
|  | Oso negro asiático (Ursus thibetanus)  |
|  |                                        |

|  | Oso pardo (Ursus arctos) |
|  |                          |

|  | \| \| Oso negro americano (Ursus americanus) \| \| \| \| \| \| Oso negro asiático (Ursus thibetanus) \| \| \| \| |
|  | |
|  | Oso malayo (Helarctos malayanus)                                                                                 |
|  | |
|  | Oso negro americano (Ursus americanus)                                                                           |
|  | |
|  | Oso negro asiático (Ursus thibetanus)                                                                            |
|  | |

|  | Oso negro americano (Ursus americanus) |
|  |                                        |
|  | Oso negro asiático (Ursus thibetanus)  |
|  |                                        |

## Hábitat y distribución
Habita casi exclusivamente en los bosques húmedos andinos con precipitaciones anuales superiores a los 1000 mm (zonas perhúmedas), aunque también se le encuentra en páramos y zonas semiáridas cuyas precipitaciones rondan los 250 mm. Mora preferentemente en los pisos montanos que van de los 800 a los 3800 m s. n. m. aunque llega a altitudes de 4750 m s. n. m. En la cordillera de los Andes su distribución abarca desde el occidente de Venezuela y atravesando Colombia, Ecuador, Perú y Bolivia hasta el norte de Argentina. En el sector andino norte se encuentra en la vertiente del Pacífico y de las cuencas Amazónico - Orinoquense —norte— y vertientes del mar Caribe y del lago de Maracaibo (Venezuela) y central (avistamientos e indicios en Acuzazú, Pusapno y Oxapampa). Vive a altitudes que van desde los 250 hasta los 4700 m s. n. m. o más. La especie ha sido reportada en la región del Darién en Panamá, incluso se tienen registros recientes de la presencia de la especie informados por cazadores de la región.[cita requerida]
Aparentemente, al inicio de la conquista española, en el siglo XV, el área de distribución de este oso era más extensa, siendo comúnmente avistado en casi toda la extensión de la Suramérica colonial española; su hábitat, sin embargo, quedaría mermado por la competencia humana en su necesidad cada vez mayor de tierras de cultivo. En los páramos colombianos es un habitante común, si bien, por la ignorancia de los campesinos oriundos de estas regiones, se le suele dar caza creyéndole «asesino de ganado», hecho que no ha sido demostrado. Su población se cifra en 8000 individuos. En el Norte de Venezuela suelen hallarse en la Cordillera de Mérida, en sus zonas de páramo, por su contigüidad con la Serranía del Perija, situada en Colombia. En la vertiente occidental de los Andes centrales del Perú (Lambayeque, Reserva Ecológica Chaparri).

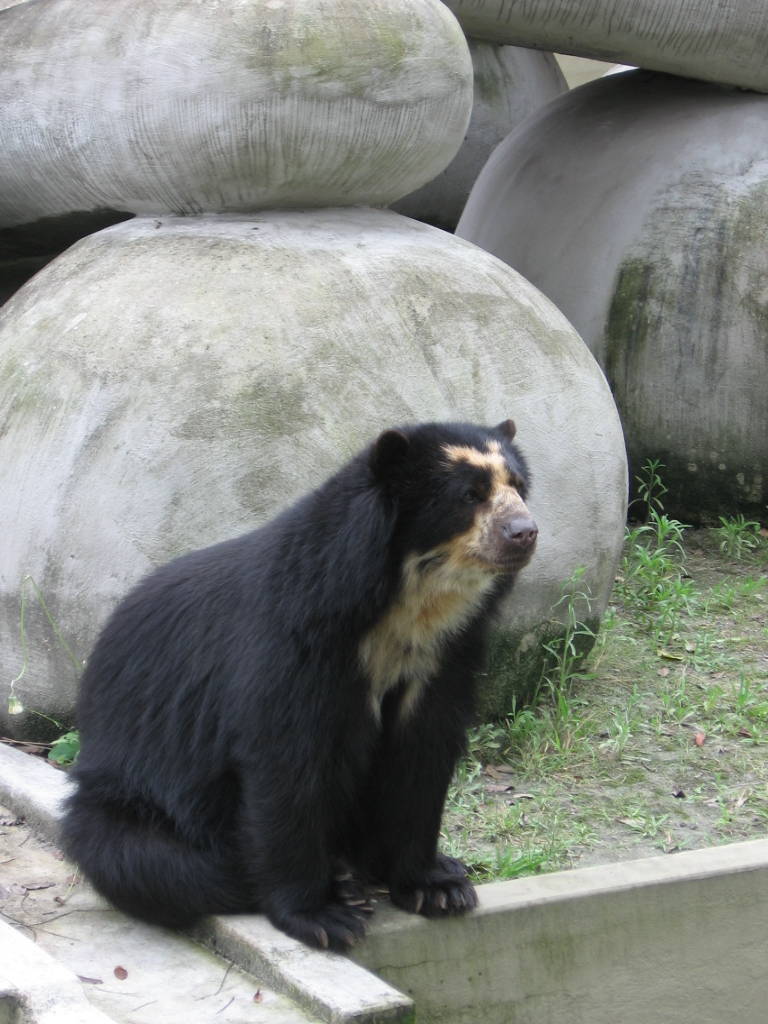
Oso de anteojos en el Zoológico de Río de Janeiro, Brasil.

## Alimentación y dieta
Por tal régimen alimentario, el oso de anteojos es un mamífero considerado omnívoro, aunque su dieta consiste en su mayoría de plantas, también se alimenta de proteína animal. En su búsqueda de alimento desciende hasta zonas de desierto y de bosques secos, donde se llega a alimentar de cactus, sapote, y troncos de pasallo.
Los osos andinos son de hábitos solitarios y mayormente diurnos. En áreas boscosas establecen senderos que permiten un desplazamiento rápido entre áreas alejadas, así como la comunicación intraespecífica a través de marcaje por medio de rasguños y olor (feromonas). Construyen plataformas encima de árboles donde toman siestas y llevan su comida para digerir. Aunque no lo parezcan, el oso andino es muy buen nadador y trepador.

## Cacería furtiva por el hombre
La presencia del oso en los Andes meridionales quedó documentada en las crónicas de colonizadores y exploradores europeos. Según el Inca Garcilaso de la Vega, eran escasos en Perú, probablemente debido a las extensas cacerías anuales realizadas por los Incas.

## Conservación
En el 2004 se consideraba que en toda Sudamérica quedaban unos 18 250 osos de anteojos en vida silvestre. La mayor parte de la población se encuentra en Perú, seguido por Bolivia, Colombia, Ecuador y Venezuela.
Ha sido intensamente cazado por el hombre, tanto porque se lo considera un peligro y una "plaga" como por "deporte" e incluso por supersticiones (en varios lugares se cree que sus garras poseen propiedades medicinales). Sin embargo ha sido un animal totémico para muchas etnias originarias, y en esos casos, tales grupos evitaban su caza. El guardián del páramo como también se le llama,  es una especie sombrilla ya que su protección permite proteger grandes extensiones de bosques alto andino, páramos y lagunas, así como la fauna y flora que se encuentran en estos ecosistemas. Asimismo, su papel ecológico es vital como dispersor de semillas, depredador, polinizador y al derribar arbustos es un dinamizador del bosque.

### Conservación en Venezuela

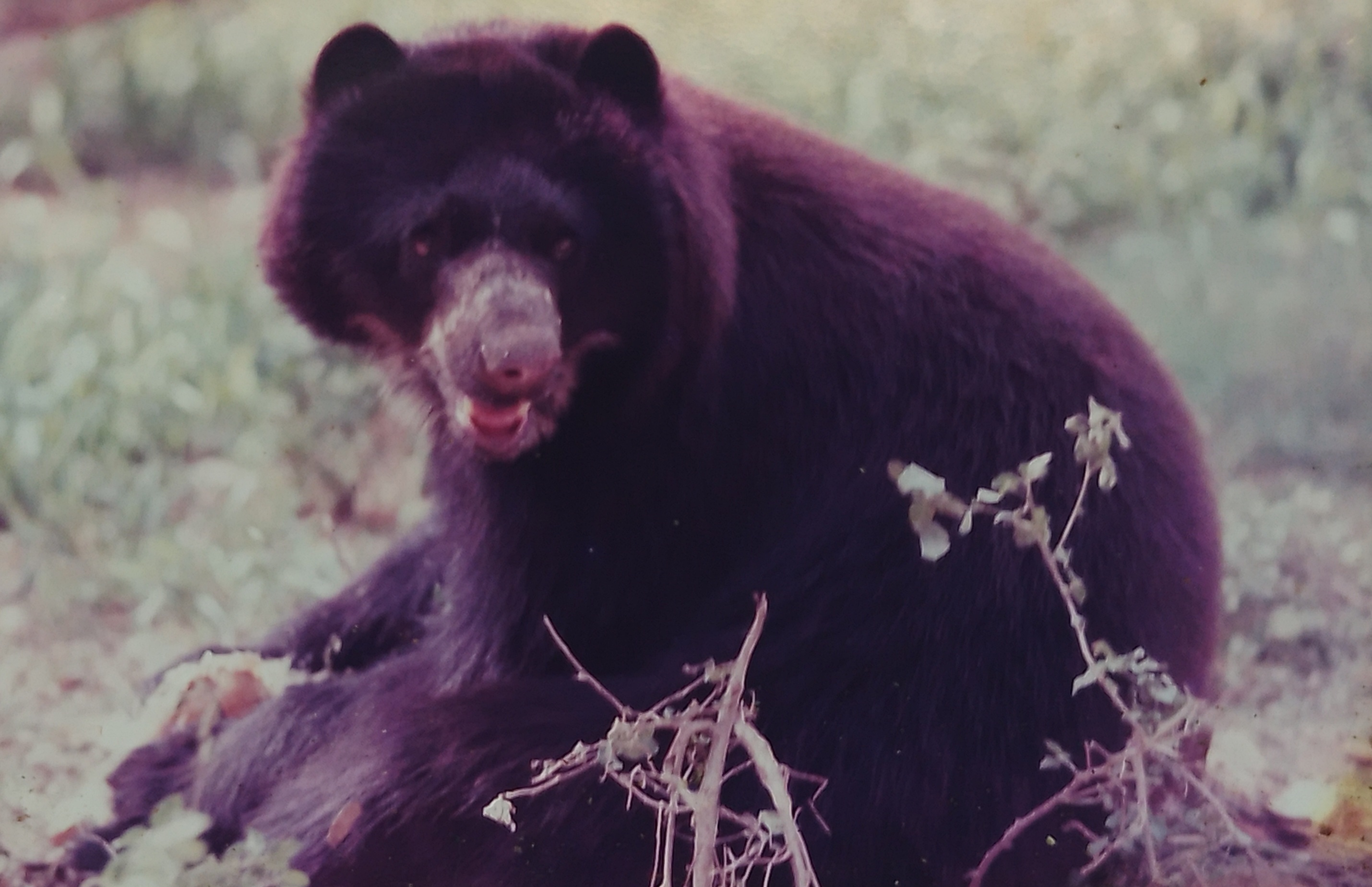
Pacheco, Oso del Programa de reproducción y preservación del Oso Frontino en el Zoológico de Paraguaná.

El análisis de las condiciones de hábitat y el riesgo de cacería en la Cordillera de Mérida en Venezuela sugieren una gran prevalencia de zonas de conflicto que pueden amenazar hasta un tercio del hábitat disponible.
El 9 de agosto de 1990 se dio inicio en el Zoológico Gustavo Rivera (Hoy Zoológico de Paraguaná) en Punto Fijo, Falcón en Venezuela al Programa de reproducción y preservación del Oso Frontino, en aquella ocasión bajo la dirección del matrimonio: Marisabel y Agustín Santana, con la médico veterinario Eddy Marín. El 5 de octubre de 1995 nació el primer Oso frontino en cautiverio en Venezuela sumado a los posteriores nacimientos, estudios y educación ambiental de la especie se dieron las condiciones para la preservación y reproducción de la especie. Dicho programa culminaría el 6 de enero de 2023.

### Otros proyectos para la conservación del oso andino

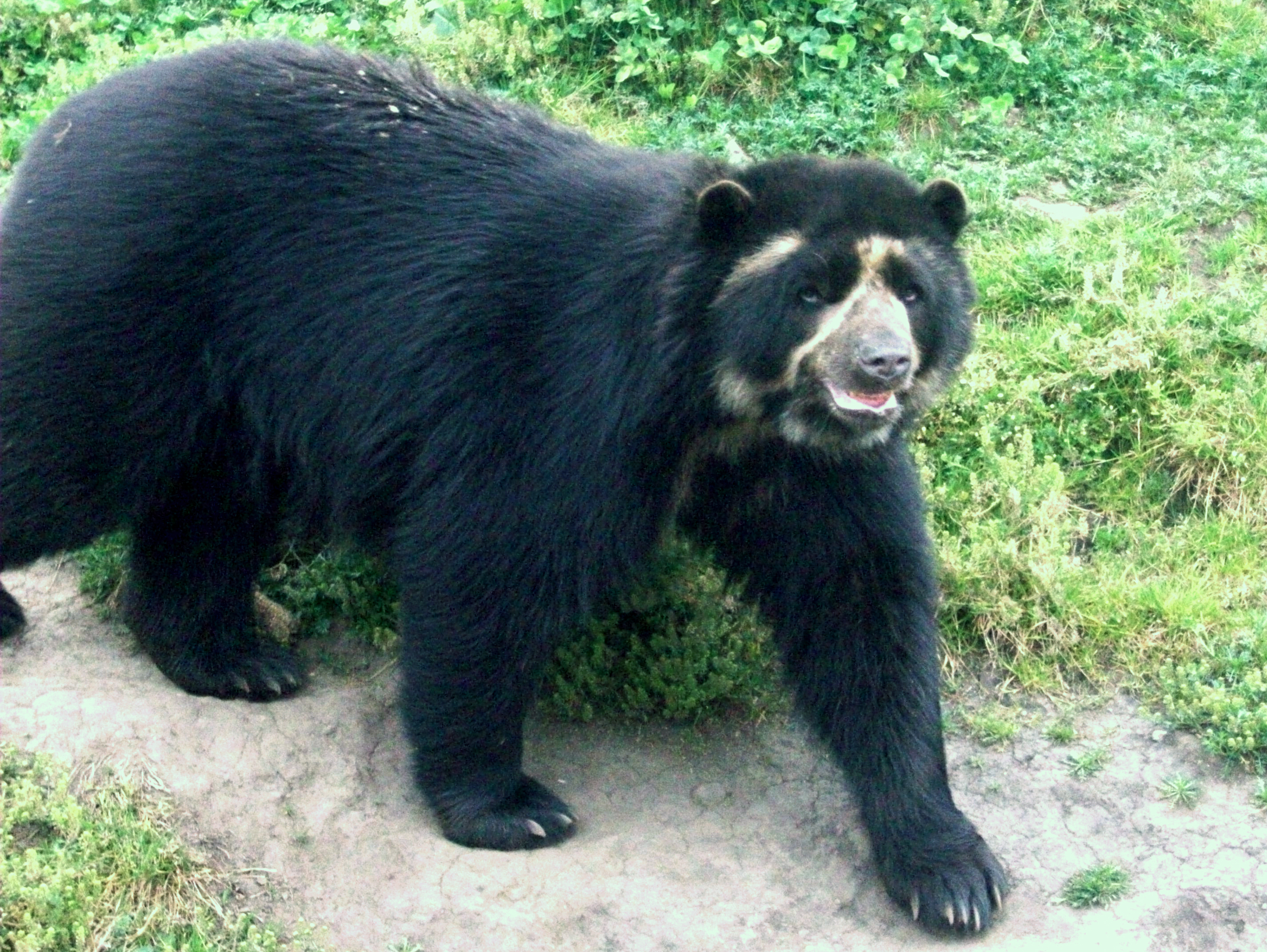
Oso de anteojos en el parque nacional de Cutervo, Perú.

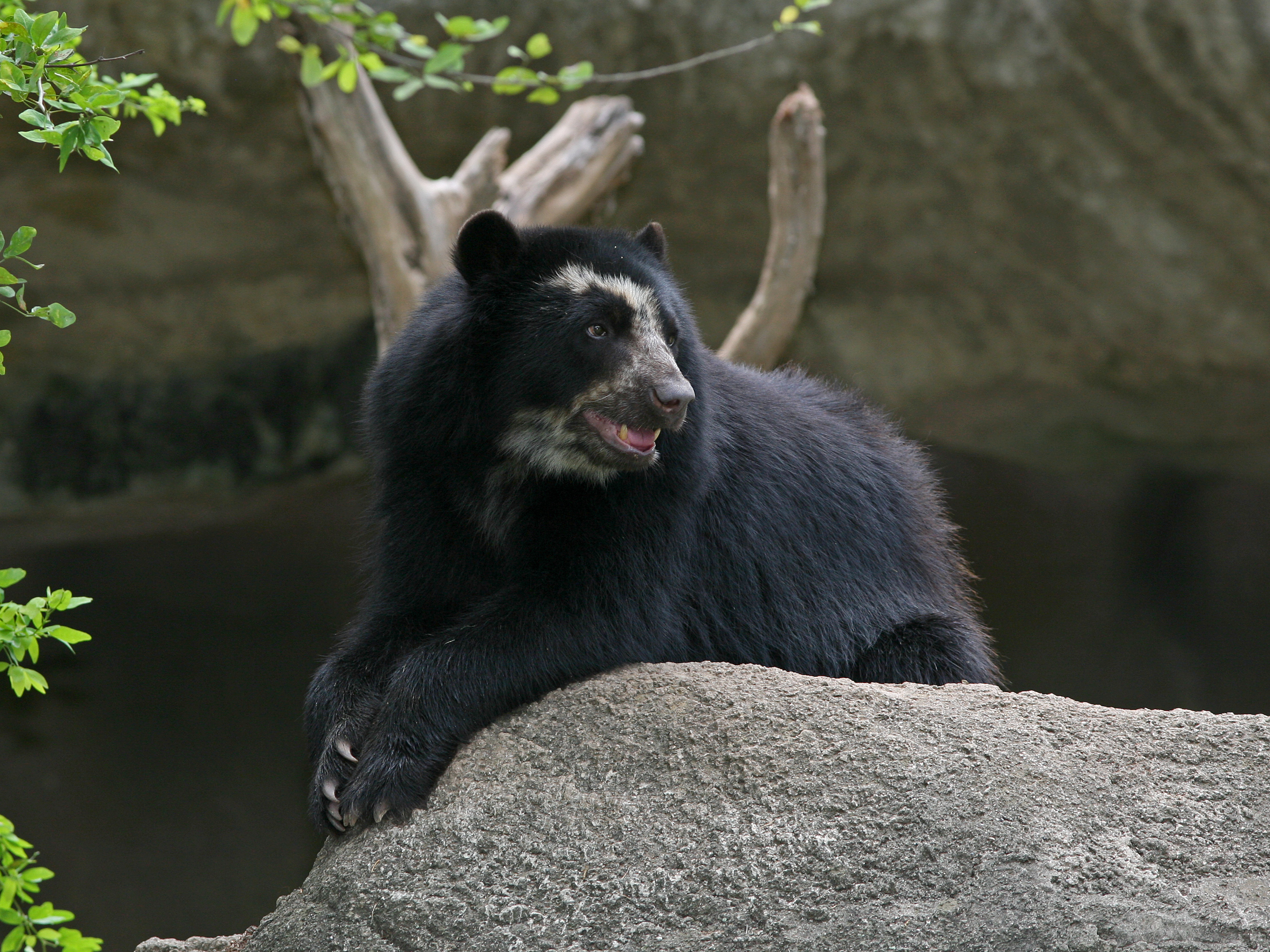
Oso de antifaz en el Parque nacional y botánico Baraida, Venezuela.

El proyecto de recuperación y conservación de osos de anteojos se ha convertido también en un importante medio de capacitación de futuros profesionales, quienes desarrollan sus aptitudes y perfeccionan las técnicas de manejo de la especie a través de períodos de trabajo y preparación.[cita requerida] Pero también, brinda la oportunidad para que jóvenes trabajadores muestren aptitudes en la crianza de este animal.[cita requerida]

## Alianza estratégica

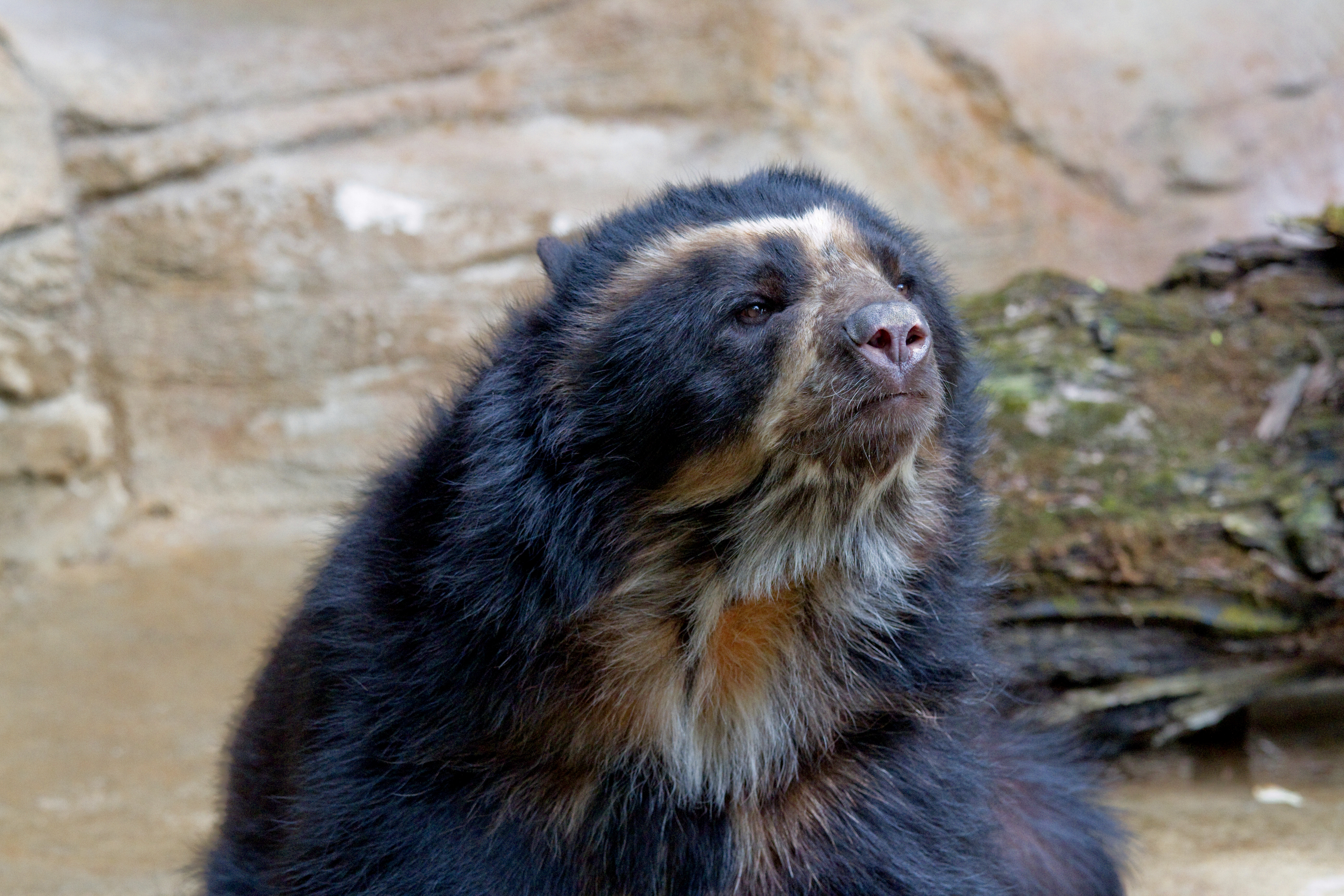
Oso en el Jardín botánico y zoo de Cincinnati

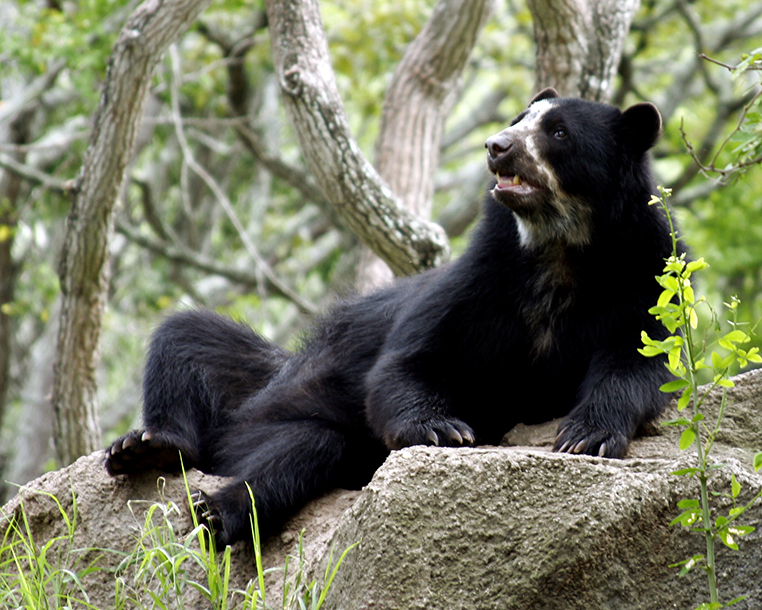
Oso frontino en Venezuela

Una singular alianza estratégica entre la empresa privada, las organizaciones ecologistas nacionales e internacionales y el Estado intenta mostrar al mundo que es posible salvar al oso de anteojos de la extinción. El proyecto Conservación del oso de anteojos es una iniciativa de largo plazo que desarrolla Inkaterra , empresa privada propietaria del Machu Picchu Pueblo Hotel, conjuntamente con la fundación inglesa Bear Rescue, órgano que brinda apoyo al proyecto y el Instituto Nacional de Recursos Naturales (INRENA), que ofrece el marco institucional-legal al programa.
El objetivo común es la conservación de esta importante especie dentro de su área de distribución: el bosque de neblina de los Andes orientales. El trabajo con los osos se inicia con el rescate de especímenes ilegalmente capturados por terceros y que se encuentran en condiciones inadecuadas en algunos de los caseríos de la zona. Una vez trasladados a las instalaciones del proyecto, ubicados en un área especialmente acondicionada para tal fin, se procede a su rehabilitación y cuidado. Estos ejemplares son entregados a Inkaterra en calidad de custodia por el INRENA en coordinación con la jefatura del Santuario Histórico de Machupicchu.
El objetivo final de este esfuerzo es la conservación a largo plazo, que ve reducida de manera dramática su población a causa de la creciente destrucción de su hábitat y la caza furtiva (los campesinos ven en sus pieles un valioso producto de comercialización e incluso algunos pobladores utilizan su carne y vísceras como alimento en la celebración de festividades locales).
El trabajo de rescate se inicia con una etapa de cautiverio en condiciones óptimas, donde se produce la recuperación y adaptabilidad de los animales a su nuevo ambiente. Esta fase permite, además, que muchas personas como pobladores locales o visitantes nacionales e internacionales, tengan la rara oportunidad de observar en su hábitat un ejemplar de esta especie. Esto constituye un paso indispensable para una posterior sensibilización y valoración por parte del público, sin los cuales sería imposible la tarea de conservación. La segunda parte del proyecto, contempla un programa de semicautiverio, en el que los primeros osos de anteojos del programa (Yogui y Paula) contarán con área de 5000 m² preparada especialmente para ellos, considerando el relieve del terreno y las condiciones climáticas de su zona nativa.

## En la cultura popular
El oso andino es el único oso de Sudamérica y es endémico de los Andes tropicales. 
Los osos andinos  viven a lo largo de la cordillera de los Andes, desde Venezuela hasta el sur de Bolivia, y son tanto terrestres como arbóreos. Son omnívoros, aunque la carne sólo representa una pequeña parte de su dieta. Conocido también como ukuku (vocablo quechua) u oso de anteojos, el oso andino es parte importante de la cosmovisión tanto andina como amazónica. 
Se les considera mediadores entre el mundo de los vivos y el de los muertos, y los indígenas Matsiguenga lo consideran el creador de la vida, el Maeni. Internacionalmente, el oso andino también es conocido como el Oso Paddington, quien viajó a Inglaterra desde “el más oscuro de Perú”.